# 박초현
박초현(朴招炫, 1984년 10월 8일 ~ )은 대한민국의 영화 배우이자 레이싱 모델이다.

## 주요활동
- 2015년 이태원 모터쇼 레이싱모델

## 출연작

### 방송
- 2016년 《아재쇼》 ... MC

### 영화
- 2015년 《친구 엄마》 ... 지연 역
- 2015년 《공즉시색》 ... 호경 역
- 2016년 《친구 누나》 ... 희진 역
- 2016년 《젊은 엄마 4》 ... 민정 역